# Нью-Севіклі Тауншип (округ Бівер, Пенсільванія)
Нью-Севіклі Тауншип (англ. New Sewickley Township) — селище (англ. township) в США, в окрузі Бівер штату Пенсільванія. Населення — 7183 особи (2020), частина агломерації Піттсбурга.

## Демографія
Згідно з переписом 2010 року, у селищі мешкало 7360 осіб у 3130 домогосподарствах у складі 2201 родини. Було 3349 помешкань
Расовий склад населення:
| - 98,3 % — білих - 0,5 % — азіатів - 0,3 % — чорних або афроамериканців |

До двох чи більше рас належало 0,7 %. Частка іспаномовних становила 0,4 % від усіх жителів.
За віковим діапазоном населення розподілялося таким чином: 18,1 % — особи молодші 18 років, 61,8 % — особи у віці 18—64 років, 20,1 % — особи у віці 65 років та старші. Медіана віку мешканця становила 47,6 року. На 100 осіб жіночої статі у селищі припадало 95,1 чоловіків;  на 100 жінок у віці від 18 років та старших — 93,9 чоловіків також старших 18 років.
Середній дохід на одне домашнє господарство  становив 67 226 доларів США (медіана — 58 434), а середній дохід на одну сім'ю — 78 982 долари (медіана — 69 464). Медіана доходів становила 46 468 доларів для чоловіків та 45 375 доларів для жінок. За межею бідності перебувало 6,8 % осіб, у тому числі 12,5 % дітей у віці до 18 років та 5,5 % осіб у віці 65 років та старших.
Цивільне працевлаштоване населення становило 3703 особи. Основні галузі зайнятості: виробництво — 17,5 %, освіта, охорона здоров'я та соціальна допомога — 15,7 %, транспорт — 14,2 %.